# Who's Sorry Now? (álbum)
Who's Sorry Now? es el álbum debut de la cantante Connie Francis, publicado en abril de 1958 por MGM Records.

## Antecedentes
Por 1957, ninguno de los primeros 9 sencillos habían alcanzado las listas. Su sencillo con Marvin Rainwater, "The Majesty of Love" había sido un éxito menor, alcanzando #93 (a pesar de haber vendido 1 millón de copias). Como resultado de estos fracasos, los gerentes de MGM Records habían decidido no renovar su contrato después del lanzamiento de su último sencillo programado.
Durante lo que se suponía que sería su último sesión de grabación para MGM Records en octubre de 1957, Francis realizó un cover de "Who's Sorry Now?". Por algún tiempo, el padre de Francis, George Franconero, Sr., quería que su hija grabé la canción con un arreglo contemporáneo, pero la conversación se había salido de control y Francis se negó a grabarla, ya que consideraba la canción anticuada y cursi. Su padre persistió y Francis aceptó.
Como su padre lo predijo, "Who's Sorry Now", lanzado como sencillo junto con "You Were Only Fooling (While I Was Falling in Love)" como lado B a través de MGM Records, se convirtió en un éxito gigantesco. Con este éxito, MGM Records renovó contrato con Francis. Las sesiones de grabación para un nuevo álbum, que iba a incluir ese novedoso éxito, comenzaron en marzo de 1958 y estuvo completo en abril de 1958.
La fórmula del álbum está claramente inspirado por el arreglo del título de la canción: Escoger estándares del tiempo desde 1910 hasta 1940, pero presentarlos en un arreglo contemporáneo. Para darle al álbum diversidad en estilos musicales, había dos excepciones:  "My Melancholy Baby" and "How Deep Is the Ocean", que presenta grandes arreglos orquestales. Cuando el álbum fue publicado en abril de 1958, falló en posicionarse. El álbum fue reenvasado con un nuevo diseño de portada y fue publicado en marzo de 1962.

## Lista de canciones
| Lado uno |                             |                                              |          |  |
| N.º      | Título                      | Escritor(es)                                 | Duración |  |
| 1.       | «Who's Sorry Now?»          | Ted Snyder, Harry Ruby, Bert Kalmar          | 2:16     |  |
| 2.       | «I'm Nobody's Baby»         | Benny Davis, Milton Ager, Lester Santly      | 2:19     |  |
| 3.       | «It's the Talk of the Town» | Jerry Livingston, Al J. Neiburg, Marty Symes | 2:50     |  |
| 4.       | «I Miss You So»             | Jimmy Henderson, Sid Robin, Bertha Scott     | 2:31     |  |
| 5.       | «I Cried for You»           | Gus Arnheim, Arthur Freed, Abe Lyman         | 2:47     |  |
| 6.       | «Heartaches»                | Al Hoffman, John Klenner                     | 2:18     |  |

| Lado dos |                                       |                                                        |          |  |
| N.º      | Título                                | Escritor(es)                                           | Duración |  |
| 1.       | «I'm Beginning to See the Light»      | Duke Ellington, Johnny Hodges, Harry James, Don George | 2:43     |  |
| 2.       | «My Melancholy Baby»                  | Ernie Burnett, George A. Norton                        | 2:45     |  |
| 3.       | «You Always Hurt the One You Love»    | Doris Fisher, Allan Roberts                            | 2:17     |  |
| 4.       | «How Deep Is the Ocean?»              | Irving Berlin                                          | 2:20     |  |
| 5.       | «If I Had You»                        | Irving King, Ted Shapiro                               | 2:45     |  |
| 6.       | «I'll Get By (As Long as I Have You)» | Fred E. Ahlert, Roy Turk                               | 2:35     |  |